# 六四事件中的澳門
1989年春夏之交，中华人民共和国爆发全国性抗议运动，史称六四事件或八九民运，中国官方称1989年春夏之交的政治风波。期间作为即将于1999年回归中国的葡萄牙殖民地澳门也爆发了声援北京和全国示威者、学生的抗议、悼念、游行、罢工、集会及其他政治表达行为。这些活动多由学生、市民等群体发起，也包括澳门的亲建制派团体，并随着全国范围内的抗议局势演变而变化。
胡耀邦逝世引发澳门各界对中华人民共和国民主与改革的广泛关注，学生、市民、社团及宗教团体通过游行、静坐、募捐、公开信及报刊社论表达对北京学运的支持。6月3日至4日北京清场事件后，澳门爆发大规模抗议，有20万人参与游行，多个团体号召罢工、罢市、罢课，强烈谴责武力镇压。期间，全国人大澳门区代表马万祺的言行引发争议，加剧社会对民主与前途的讨论。这些抗议不仅反映了澳门对中国民主运动的声援，也推动了本地公民意识的觉醒，对澳门民主派政治文化及对“一国两制”的信心产生影响。

## 4月
4月15日，中共中央前總書記胡耀邦在北京去世，引發了廣泛悼念。澳門各界迅速表達哀悼。新華社澳門分社社長周鼎稱胡耀邦的逝世是黨和國家的重大損失。《澳門日報》社長李成俊、中國澳區人大代表、時任立法會副主席何厚鏵（后澳门特区首任特首）及澳門中華總商會副會長崔德祺等知名人士均公開悼念。新華社澳門分社隨後致電中共中央表示哀悼，並於4月22日在分社設立靈堂，供各界人士悼念。
與此同時，《澳門日報》連續三天（4月18至20日）刊登陳樹榮的特稿《胡耀邦會見港澳記者追記》，回顧胡耀邦與港澳記者的互動。4月22日，《澳門日報》發表社論《深切悼念卓越的胡耀邦》，表達對胡耀邦的崇敬。《市民日報》有人認為胡耀邦逝世不會影響港澳事務。香港鏡報董事長徐四民談論港澳民主前景時則認爲港澳民主前景離不開中國政治民主開放。
胡耀邦死后，北京學生發起悼念活動，逐漸演變為要求民主、人權及反腐的學運。澳門社會對此密切關注。4月25日，澳門街坊聯合總會青年工作部部長梁慶求公開支持北京學生的行動，認為其訴求要求民主、人權、打倒官倒等，理性且正當。4月27日，文戈在《市民日報》發表專欄文章《北京學運使人關注》，呼籲關注學運的發展。26日，《人民日報》發表社論《必須旗幟鮮明地反對動亂》，表達對學運的強硬態度，但澳門輿論仍以支持學運為主。4月29日，東亞大學學生致函《市民日報》，公開支持北京學運。

## 5月
5月3日，東亞大學學生成立“關注北京學運小組”，並於5月4日發起校園簽名活動，收集829名學生簽名，佔全校55%，並在校內主辦剪報的圖片展覽和簽名運動。同日，該小組乘坐免費巴士從氹仔到市區，組織120名學生在中區遊行，並向新華社澳門分社遞交致國務院的公開信，聲援北京學運。此外，澳門各界在五四運動70周年紀念活動中融入對北京學運的支持，例如澳門中華學生聯合總會舉辦的講座中，有人呼籲加強公民教育；“關注北京學運小組”借用望廈牧民中心舉辦“五四反思”夜”，吸引約250人討論民主議題，後成為年度活動。會議從五四運動談到北京的學運，又進一步探討澳門回歸後的民主政治制度改革。此後澳門多次聲援中國示威的游行抗議，都是這場研討會的發起者組織領導的，一部分人士亦認爲他們將會是澳門民主派未來的基礎。澳门居港居民也在香港遮打花園参与港人的声援集會。
5月7日，《市民日報》评论批評澳門新聞工作者協會對上海世界经济导报事件的沉默，表達對新聞自由的支持。5月8日，該協會最終致電全國新聞工作者協會，支持中国新闻界爭取新聞自由的立場。5月13日，北京高校學生發起絕食請願，澳門社會的聲援行動進入高潮。5月16日，澳門中華教育會發表公開信支持北京學運，並啟動簽名和募捐活動，亦有新聞從業員发起签名。同日，澳門中華教育會發出致中共中央公開信，支持北京學生和中国新聞工作者，并開始進行收集簽名和捐款等活動。
5月17日，東亞大學師生環市遊行，隨後在新華社澳門分社外靜坐、募捐及簽名，直至5月21日結束。澳門中華學生聯合總會、北大澳門校友會及澳門暨大校友會等團體相繼發表聲明支持學運及母校学生。澳門工會聯合總會兩次致電中央，促請與學生對話並妥善解決問題，又促請學生“珍惜生命，冷靜地處理問題”。大專畢業人士協會前往新華社澳門分社聲援東大靜坐學生，向新華社交一封給中共中央、全國人大、國務院的信件，同時也致信北高聯表示支持。
5月18日，澳門聲援中國學運聯委會正式成立，計劃於5月20日舉行民主大遊行。新華社澳門分社對靜坐學生表示同情，提供電話和茶水，社長周鼎多次慰問。胡厚誠和曾偉賢觀看標語。市民亦向東亞大學學生贈送飲料和食品。東亞大學校長薛壽生亦表态，指北京學生“值得國人驕傲”。東大教師協會、東大學生關注北京學運小組、東大畢業同學會籌委會二十名代表亦向新華社澳門分社交聯合聲明。
輿論方面，《澳門日報》刊登多篇支持學運的文章，如毛可忍的《從東大學生聲援北京學生談起誰來關注澳門的腐敗現象》》及陳煒恆的《「新五四”宣言》充滿熱血》，呼籲關注澳门的民主與腐败问题。夏耘的社論《救救愛國的絕食學生》表達對北京學生的關切。林昶（富權）則撰文《今日將是中央“功”與“罪”的分界》，強調事件的歷史意義。市民積極參與捐款支持學運。
随着北京學運進入高潮，澳門社會各界以空前的熱情參與聲援行動。從大規模遊行、募捐簽名到公開信與社論，澳門市民、學生、社團及宗教團體表示對北京學生的支持。同時，隨著北京局勢緊張，澳門輿論開始關注學運對本地經濟及未來的影響。
5月19日，澳門各界對北京學生的絕食行動表達深切關切。全國人大澳門區代表趙汝能、馬萬祺、何厚鏵等人聯名急電北京，呼籲避免事件惡化並要求學生停止絕食。澳門街坊會聯合總會、中華總商會、澳門成人教育協會、社工人員協會、義務工作者協會、社區發展研究社、社會福利協會、澳門華僑大學校友會等團體亦分别致電中央，要求與學生真誠對話以結束絕食。濠江中學、旅遊娛樂有限公司職工聯誼會、時任東亞大學校長的薛壽生等前往新華社澳門分社外慰問靜坐的東亞大學學生。薛壽生表示這場街頭抗議活動展現了「民主的意義」。也有澳門大學生站在亞馬留雕像前示威，高叫「請救救學生！」的口號。澳門中華教育會宣布會繼續募集捐款，會長畢漪汶宣布捐款將於22日由澳門學生代表送往北京，學生組織也願意通過親中派社團的渠道為北京示威者捐款。工程師學會發表公開信支持學運。当天市民累計捐款達20萬澳門幣。同日，廣州八成港澳學生參與当天广州的大遊行。
5月20日，北京宣布頒布戒嚴令，但澳門聲援行動未受影響。當天澳門氣象台懸掛第二高的九號風球颱風白蘭黛，但澳門聲援中國學運聯委會發起的“救命救國救中華”大遊行仍吸引2萬人參加，包括何思謙、吳榮恪。朝陽學會動員會員參與，遊行人士冒雨高呼支持民主，有人叫出「中國沒有民主，澳門就沒有未來」的口號，游行持續兩個半小時。澳門青年牧民中心、活流出版社及在葡萄牙留学的澳門學生發表宣言支持學運，在澳门访问的廣州曉角劇社兩名青年演員亦參與靜坐抗議。《澳門日報》发表社論《「我們來得晚了......」》表達對學運的共鳴，媒体人林昶则批評當局將中國推向深淵。李鵬講話后，中華教育會的立場一度表現得遲疑，宣佈延期去北京遞交澳門各界的捐款，並靜候局勢發展再決定，這一做法引起東大學生組織的不滿，并聲明要求該會退回早前移交的21萬元捐款，表示要自行去北京轉交。
5月21日，有东亚大学学生到报社前焚烧《澳门日报》，抗议其未报道“打倒李鹏”的口号。報館一名職員同學生爭論，并將焚燒的鐵桶移開報社門口，引起百多名學生和圍觀者不滿，造成場面混亂。其後，報館經理出來調解，並歡迎市民提出意見。事件經過十多分鐘平息。东亚大学学运关注小组在当日结束在新华社门外的静坐，并表示累计筹款37万余元，获6,000多个签名。澳門中華學生聯合總會、澳門中華教育會等團體聯名急電全國人大，要求禁止鎮壓並罷免李鵬，并呼吁各校的同學把有關北京的消息告知在中国的親友。學生亦向澳區人大趙汝能遞交信件，要求呈交全國人大，提出抗議要求。澳門歸僑總會亦致電中央，呼籲避免暴力。天主教澳門教區青年牧民中心舉辦「從北京學運看中澳的未來」研討會，約200人討論學運與澳中关系的未來，邀請劉羨冰、聶國瑞、吳國昌、李炳時主講。有講者強調學運關乎國家存亡，澳門居民應大力支持。《澳門日報》、《市民日報》亦呼籲理性解決危機。中華總商會青年委員會亦在澳門日報登載“中國無民主，澳門無前途”的支持廣告。
當時澳門各次的大遊行，大多數在大三巴牌坊或附近出發，有些在工人球場出發，途經塔石、新橋、沙梨頭、新馬路，最後到達當時位於新馬路的新華社澳門分社。有一些遊行路線還有經過祐漢、高士德、台山、筷子基、青洲等地。
「聯委會」於5月20日首次組織了第一次遊行,認爲如在短期内再次組織遊行,可能會令羣衆產生厭倦情緒,亦對市面交通造成不便。但受了首次組織遊行就得了成功,以及香港五二一百萬人大遊行的鼓舞,在得知各大親中社團決定於23日亦舉行大遊行之後,「聯委會」臨時又決定於22下午五時舉行第二次遊行,搶在親中社團之前,並將遊行隊伍帶到接壤中澳邊境的關閘。這一舉動令到某些親中社團的領袖頗爲不滿，「聯委會」則在當日遊行之前,派出幾位負責人出席了親中社團召集的遊行籌備會議,還號召屬下團體成員參加23日親中社團組織的大遊行。有評論認爲，儘管運動期間澳門多次游行的組織者此前都沒有經驗，但游行一次辦得比一次好，證明民主派的雛形有一定的領導和組織能力。同時北京的局勢也使得傳統親中派社團團結起來，乃至和新興民主派達成共識或合作。在文革中，鄧小平復出之後仍然跟風堅持“批鄧”的中華教育會，也改變了“盲目擁護中央”的做法，在澳門牽頭發起募捐和聲明。
5月22日，40個澳門民主派社團凌晨在趙斑斕文化藝術館召開緊急會議，組織民主大遊行。對於23日發起全澳門罷工,罷市及罷課半天的決定，親中社團表示反對，認爲對北京政權起不到制裁作用，反而會對澳門經濟社會產生影響，這一臨時動議最後經過討論后暫時取消。當天游行吸引5萬市民參加。參與者包括東亞大學教職員、立法委員、工人及市民。親中澳門工會聯合總會亦號召工人參與，並急電人大促開會解決問題。示威者下午5時開始在大三巴舉行集會、唱歌及叫口號，遊行經過市政廳,分成東西兩路,圍繞澳門作環島大遊行。東路經高園街、市墳馬路、荷蘭園大馬路、高士德馬路、俾利喇街、慕拉士大馬路、黑沙環，西路經賣草地、板樟堂 、新馬路、巴泰打爾古街、沙梨頭海邊街 、提督馬路、白朗古將軍馬路、筷子基利樂場、青州大馬路。遊行隊伍將整條新馬路擠滿。遊行隊伍沿途拉起橫額,唱歌及高呼“打倒李鵬”,“結束老人政治”及“新聞自由”等口號。沿途有很多市民圍觀及拍手支持。澳門警方為遊行隊伍開路,截停汽車讓遊行隊伍通過。兩路游行隊伍遊行至拱北關閘，於六時半在巴波沙大馬路匯合，到與珠海市拱北只有一道鐵絲網之隔的關閘警察球場，隨即召開大會。大會發言人在會上宣讀了宣言,要求中國政府不要以武力鎮壓學生,要求全國人大召開緊急會議討論北京局勢。示威者又對著珠海方向高呼聲援學運和“打倒鄧李楊反人民集團”的口號,引來幾千珠海市民湧到禁區前觀看。拱北關閘的邊防軍亦到增援，監視邊界動靜。當天，一群文學工作者及澳門促進會發表聲明支持學運。可口可樂汽水廠宣布捐款1萬元支持學運。在遊行中，一名二十多歲姓鄭的青年因大唱反調高叫「李鵬萬歲」，被打傷眼。
當天下午，澳門中華總商會在會址舉行第十三次會董會議，要求撤銷戒嚴、解除新聞封鎖。澳門中華學生聯合總會在會址舉行執委會，動員參與次日（23日）遊行。《市民日報》批評李鵬“嚴重踐踏中共的「三大作風」”。親中澳門日報的工作者亦發表聲明，要求結束言論審查。著名港澳博彩業商人何鴻燊則在公開場合表示，相信學運會於數日內和平結束，“相信軍隊有良知，不會以武力對付人民”，並以戲言會開出20賠1的賭盤預測「三、四天內和平解決」。
5月23日，親中派澳門中華教育會發起「澳門各界支持北京學生愛國民主運動大遊行」，逾10萬人參加，包括70多個社團、新華社及中旅社員工，創下澳門歷史規模之最，超過澳門總人口的五分之一。下午三時在南灣工人體育場，示威者高喊「民主萬歲」和「打倒李鵬」的口號，有人將李鵬的頭像畫在一個黑色的泡沫娃娃上，鄧小平則被畫成正在和一隻狗玩橋牌。遊行經過澳門主要街道，影响澳門的交通。然後到澳門新華社門外,遞交了一封公開信,要求轉交北京,强烈抗議李鵬的五一九講話,反對軍管和新聞封鎖。代表要求立即召開全國人大緊急會議,罷免李鵬。隨後,轉回工人球場進行集會,由於人數太多,部份團體在場外,由大會負責人帶領高呼口號，之後散會,整個過程歷時四個小時。同日，學生募捐獲10萬澳門幣。當天廣州的“粤港澳环市大游行”吸引60萬人，呼喊“反對新聞封鎖”“李鵬下臺”等口號，包括广州暨南大学的绝大部分港澳学生。
澳门总督文禮治讚賞澳門市民的行動，指“澳門居民主要為華人，對中國的民主運動產生積極反應是自然的。葡國在澳門長達四個世紀的影响，帶來了與亞洲其他地區不同的民主的經驗”。澳門主教林家駿則稱學運影響澳門前途，解決中華人民共和國政治危機的辦法是民主，「中國正在發生的事情對澳門非常不利」。何鴻燊則認為中國當局“不寬容”、「令人失望」，並表示這種態度“對澳門的未來構成了決定性威脅”，“學生的要求是合理的，我認為沒有理由不接受”，認為中國人民對民主的追求擋不住，不應以武力鎮壓人民。在葡留學的澳門學生及臺山一中校友會聲援學運。澳門音樂教師、業餘填詞人黃均鎏改編歌曲《危城告急》表達支持。报刊社评继续質疑軍隊進京的决定。
5月24日，在葡澳門留學生向中國駐葡大使館遞交意見書，《市民日報》刊登在中國參與學運的學生感謝澳門聲援的信函。港澳人士繼續在報刊刊登緊急呼籲廣告，出口商會會長吳榮恪則警告學運打擊投資信心。5月25日凌晨，百餘輛夜班的士在綜藝館集合，舉行環市大遊行。《澳門日報》社論期望人大妥善處理學運，《市民日報》则認為如果中國政府不健全，“還將會出現新李鵬”。
5月26日，天主教林家駿主教主持守夜祈禱，警告學運受挫將影響澳門信心。澳門聲援中國學運聯委會舉辦座談會探討學運。澳門中華教育會與北京學生聯繫捐款事宜。《澳門日報》社論呼籲要平等對話不要訴諸武力。5月27日，澳門工會聯合總會再次急電中央，基督教會為中國民運舉行祈禱會，澳門中華教育會會議當中認為，學運是民主愛國運動，“絕不能進行秋後算賬”。《澳門日報》认为《北京解除戒嚴是時候了》。天安門靜坐指揮部決定舉行「全球華人大遊行」,「聯委會」的組織者在電視新聞節目中得知這一消息後，於當晚召集會議發動遊行響應。
5月28日，5萬澳門市民參與聯委會舉辦的大三巴集會，響應當日舉行的全球華人大遊行。集會由上午9時開始,「聯委會」發起人李炳時和吴國昌,分別在集會上作了《北京學運的回顧及意義》和《中國民主與澳門前途》的專題發言，隨後十多名與會者隨後上台自由發言,發言者包括有基本法草委、立法會議員、學生及市民。11時集會結束,隨即開始了市内大遊行,並於下午一時左右返回牌坊再度集會,高呼要求民主自由的口號,合唱中華人民共和國國歌。澳門話劇界成立關注民運聯會，基督教會舉辦禁食祈禱會。三名東亞大學學生代表抵京，向天安門學生遞交由中華教育會和東大學生關注北京學運小組籌得的37萬餘元捐款，以及1.2萬多澳門中華教育會收集的簽名。
5月29日，何厚鏵稱學運對基本法制定不會有坏影響，張鑫善則認爲學運會影響澳門地產的市道，並拖慢澳門整體經濟發展。同日，倡議澳門民主運動的人權與出版組織民主青年團成立。還有人組成“大陸軍隊現役退役軍人自由民主支隊”。《華僑日報》報道，何鴻燊與商界人士討論北京局勢影響，表示看淡股市樓市，會暫緩在港澳投資，並盼當局盡快公佈解決方案，但強調“只要改革開放不變，港澳長遠仍有前途，其他地區無可比擬”。《市民日報》继续批评《共產黨權力高於一切》。5月30日，澳門關注學運研討會吸引百人參與，區宗傑預測中國政局影響澳門的經濟放緩，地產證券亦會受壓力。5月31日， 基督教牧同工會在晚上舉行反思祈禱。在葡就讀的中國留學生向中國大使館遞交抗議聲明。

## 6月
6月1日，東亞大學余振認為中國局勢仍然混亂，中國政府如果作出整肅，打擊面將會盡量縮窄。林昶在《市民日報》社评批評澳門政界的“風派”人物（文革用語，是文革後喻指沒有自己立場、不堅持獨立思考、誰的勢力大就為誰賣命）。6月2日，继续有人通过社评警告北京“文革”幽靈。澳門日報則認為北京當局「傲慢愚昧」，並指這種態度「幾乎使中國統一香港、澳門和台灣的努力化為泡影」。
6月3日，北京傳出了軍人開始入城並使用了催淚彈的消息,澳門中華教育會赴京慰問團報告目擊軍警施放催淚彈，到深夜又傳出了軍隊開槍鎭壓的消息,「聯委會」當即於當夜11時透過電台發出了晚上12時舉行遊行籌備會議的消息。6月3日晚，東亞大學學生在新華社澳門分社外靜坐抗議，聲援中國學運聯委會發表聲明要求停止鎮壓並召開人大，同時號召次日遊行。澳門前幾次的遊行由於事前已有傳媒有所報導,市民得以提前知悉並參加。當夜開完會決定遊行時已是6月4日凌晨二時,各中文報章亦過了截稿時間,在記者和編輯的努力下仍能趕及報導,當時為星期日,報章出版時間距遊行時間只有八個小時。親中社團工聯總會、街坊總會等得知聯委會游行安排后，亦透過電台號召屬下會員積極參加六四遊行。 
北京戒嚴部隊武裝清場，使澳門社會從震驚轉向憤怒。6月4日，澳門各界組織大規模抗議行動，舉辦“緊急關注北京局勢大會”，決議全澳罷工、罷市、罷課，20萬人（包括土生葡裔與華人）參與遊行與集會，創下當地史上最多人遊行集會的記錄。當天，示威者在大三巴集合，為死者默哀，然後遊行到拱北口岸前的關閘，再遊行到澳門新華社外抗議，遞交信件表態。遊行繞行澳門半島大半圈。在新馬路的中葡聯絡小組中方辦公室前，也有大群示威者高叫口號。人們焚燒中共領導人鄧小平、李鵬、楊尚昆的假人像，又高呼「打倒李鵬」、「李鵬下台」等口號。300輛澳門示威者組織的摩托車「鐵騎衛士」車隊亦參與遊行，并向北京市民組織的“飛虎隊”摩托車隊致敬，亦有500部的士加入車隊。香港時事評論家、專欄作家李怡亦到訪，表示“十年改革開放毀於一旦，中國人處於最危險時候”。親中社團工聯總會亦在會內舉行聲討大會，高呼打倒中國現任領導人的口號。 
澳區人大代表、街坊總會、工會聯合總會及中華總商會等親中社團召開緊急會議，急電中央要求停止鎮壓。澳門區人大代表馬萬祺、何厚鏵和唐星樵亦緊急致電中共中央，要求立即停止軍事行動，解除戒嚴令和新聞封鎖。澳門緊急關注北京局勢大會致信聯合國秘書長古爾拉，強烈要求聯合國召開會議，譴責中國政府違反人權和血腥鎮壓。澳門總督文禮治發表聲明：「這刻我認為適宜發表的談話是：使用武力對付手無寸鐵的群眾是不可以接受的」。當天，有人在各中資銀行門口貼傳單，呼籲澳門人前往中國銀行提款以表抗議，還呼籲碼頭工人向進出口大陸的貨物加收一百倍的起卸費和運費。銀行則回應會如常為市民服務。馬萬祺與何厚鏵则發言認為市民的提款抗議損害金融穩定。一名中國銀行的負責人則認為傳單是“托派分子”“借屍還魂”恢復活動的企圖，並指香港有“著名托派領袖”到澳門活動。 
親中澳門日報「向烈士致敬」，並在社論寫道：「六四是中華人民共和國成立近40年來最黑暗、最慘無人道的一天。歷史將永遠銘記這黑暗的一天。」 「沒有什麼比這場血肉之軀的屠殺更可怕了」，「沒有民主就沒有社會主義」。華僑報則指「傷口永遠無法癒合，北京發生的事件不僅奪走了中國人民的生命，也摧毀了香港和澳門大陸華人的希望」。 
6月5日，中共中央發表告全國書，指北京士兵“坚决平息这场暴乱”。澳門報章以黑色油墨印刷表達哀悼，仍然有大量團體在澳門登報譴責六四鎮壓，還有一群珠海的青年登載“血債要用血來還”的宣言。17萬人參與大示威，中共及中資機構亦加入。嶺南、培道、濠江學校集會聲討暴行，天主教校聯舉行追悼彌撒。在京澳門學生六人安全返澳。聶國瑞呼籲突破新聞封鎖，“把血腥慘劇告訴國內當中的親友”。勞工子弟學校近3,000師生譴責屠殺。在葡萄牙的中國和澳門留學生亦到中國大使館抗議。市民日报评论稱6月4日為“最黑暗一日”，《澳門日報》社論则呼籲穩定澳門。
6月5日，澳门出现抗议和恐慌式的提款人龍，中國銀行澳門分行及屬下銀行出現首次挤兑，當天被提走3.3億港元。澳督文禮治稱事件影響澳門穩定，葡萄牙政府聲明指：「對北京發生的慘劇極度悲傷，堅決反對向手無寸鐵的平民使用暴力」。葡萄牙總統蘇亞雷斯表示早晨與澳督文禮治和總理施華高通過電話,交換意見，並對中國局勢表示“極其擔心”，希望中國“恢復失去的平衡,結束暴力事件”。
6月5日，親中派的澳門日報未有將北京事件在頭版刊出,引致市民不滿。6日凌晨，有百餘名市民齊集於澳門日報社前,對澳門日報未有將北京鎮壓新聞在頭版刊登感到不滿,有人情緒激動，最後該報編輯要當衆高呼“打倒李鵬”及“打倒鄧小平”始能平息衆怒。早晨，該報在頭版刊登道歉啟事,稱因廣告關係未將北京新聞刊登頭版，而當日社論亦極力譴責北京政府。
6月6日，東亞大學學生請澳督文禮治關注在京學生下落。當日澳门立法會全體議員默哀，聲援學運聯委會號召停止娛樂活動一天。港澳人大代表、公職人員協會及葡萄牙總統馬里奧·蘇亞雷斯均譴責暴行，基本法咨询委员會兩成員辭職，包括澳門公職人員協會理事長，土生葡裔薛柏（ José Serpa）。鐘志堅神父則辭去澳門基本法諮詢委員會常務委員，只任諮詢委員。東亞大學生兩日募捐16萬並傳真屠殺消息。澳門足球總會亦向北京死者致哀，也有夜班的士司機為捐助民運而發起“五元運動”。當日，港澳區全國人民代表大會代表，經過多個小時會議,一致通過聲明，并得到澳門人大代表趙汝能、馬萬祺、何厚鏵、唐星樵全體同意：
一、嚴厲譴責當權者以武力鎮壓北京學生及群衆的血腥暴行。
二 、對北京死難的學生和同胞表示深切哀悼。
三、要求全國人大會議,討論當前嚴峻局勢,尋求和平解決辦法,並召集臨時全國人大會議,追究屠殺群衆的責任。

四、 呼籲港澳同胞堅定愛國立場,團結一致,維護港澳地區的穩定繁榮。
6月7日，12個社團在議事亭前地的中華總商會設靈堂，兩日內3萬人悼念，募捐13萬餘元。弔唁儀式於上午10時至晚上9時舉行,各階層、 社團、學校、機構均有組織及自發前往,其中亦包括不少外籍及葡籍人士。澳門教區主教及剛召開第一次會議的全體新任市政廳議員,由主席馬斯華（José Maneiras）率領到場致祭。中午，全澳居民亦採取各自的方式悼念北京死者,街上車輛響警號致哀，行人亦立定献哀。澳門旅遊娛樂股份有限公司屬下各娛樂場亦在中午12時宣佈致哀 ,要求職員及賭客默哀一分鐘。 亦在各娛樂場作哀悼。九位華籍澳門立法會議員聯合發表「我們的嚴正聲明」。中華學生聯合總會在濠江中學體育場召開聲討大會。繼續有大量的東亞大學學生參與靜坐。6月8日，北區市民到在三角花園設置的祭壇悼念，从中国返澳的學生報告其目擊“遇害男童屍體”的情况。天主教會當天“為中國未來”舉行燭光祈禱會。東亞大學學生在晚上舉行默哀，表示今後專注突破內地的新聞封鎖。
6月9日，澳門旅遊業受衝擊，酒店入住率降至九成。當天，鄧小平正式露面接見戒嚴部隊，並支持鎮壓。部分此前表態反對鎮壓的親中團體、人士開始逐漸轉變立場。澳門的暨大校友亦設立支援廣州學運的小組，並在澳門中華學生聯合總會討論具體行動，有人呼籲長期鬥爭準備。當晚2,000名學生和市民參加了由澳門聲援中國學運聯委會在綜藝館主辦的「踏上民主路」晚會。東大學生關注北京學運小組亦在晚上舉行默哀行動。部分人則因為鄧小平的露面而認為“繼續抗議已經沒有意義了……因為北京的局勢已經改變了”。
6月10日，親中左派勞工子弟學校繼續集會譴責北京鎮壓。澳門14個天主教團體在南灣聖約瑟體育館舉行「危機中的希望」燭光祈禱會，會後全體參加者前往新華社澳門分社提交一份「為中國未來祝福和祈禱」致中國政府的信件。暨大校友籌款了萬餘元支援廣州學運作為經費用途。同日，葡萄牙幾間大學有數百學生抗議中國。在哥英布拉大學，學生宣布進入悼念期直到6月14日，以哀悼北京鎮壓的死者。里斯本「快報」報道指六四事件之後，澳門很多居民計劃在1999年之前離開澳門。

## 后续
6月11日，澳門教區青年牧民中心的《活流》雜誌舉辦“六四慘案根源”座談，吳國昌探討澳門民運方向，林昶則希望葡萄牙能批評及敦促北京。6月14日，教區青年中心再辦座談。6月15日至18日，南集公司稱學潮影響外貿有限，澳督文禮治否認中共施壓交出學生領袖。市民日报的社评作者林昶連續批評北京違憲及錯誤做法，认为鄧小平损害了“一國兩制”承诺，并认为北京清场事件為澳門民主派提供機遇。何鴻燊對澳門商界討論，認為一年半載澳門商界投資對中國會卻步。而馬萬祺則表示相信北京不會對港澳大多數人秋後算賬。
在事件中，部分在廣州暨南大學就讀的澳門學生因為空校運動等因素回到澳門，有澳門學生指停課至9月，並要求學校改考試日期。6月19日，暨南大学催促澳门學生返校，學生不滿返校安排。由於部份學生不願返回中國大陸繼續學業，教育司助學金委員亦與學生會晤後瞭解情況。6月20日，北京電台指責美國、英國、香港、澳門部份人士支持及協助策劃北京學生民主運動。澳督文禮治在里斯本否認傳言指中共向澳門施壓力要求交出學生領袖。
6月21日，聲援學運聯委會改組為民主發展聯委會，並開會選舉主要工作成員。6月22日，中共港澳辦公室主任姬鵬飛在中央電視台發表講話,表示不能允許港澳成爲顛覆基地,更不容港澳人士到內地從事反共活動。東大教師協會在《華僑報》趙斑斕文化館舉行“中國學運與民主運動”論壇。聯委會亦質疑北京影響澳門香港前途的信心。6月25日，中華教育會舉行理監事聯席會議，議決停止本年10月的中国國慶活動，6月26日，東大公布澳门人捐款的用途。29日，在澳廣視的時事脈搏節目，教育工作者劉羨冰在介紹有關天安門鎮壓的新聞時情緒激動。6月30日，基督徒協會在中華傳道會舉辦「基督徒與民主」講座，邀請香港盧龍光牧師主講。
7月1日，東大論壇建議將“絕食書”列入教材“以加強學生的民主自由意識”。7月2日，新華社張浚生否認會對學運期間表達意見的中資員工秋後算帳，聯委會和話劇界的「民主話劇之夜」在綜藝館演出，六劇團聯合演出了表现六四事件的《血在燒》。7月3日晚，民主青年團舉行了挑燈靜坐。7月4日，“七四紅色之夜”萬人集會在大三巴牌坊紀念六四事件一周月，並因爲馬萬祺在北京的言論演變爲批駁馬的集會。7月4日，民聯會及東亞大學學生代表分別向新華社澳門分社及澳督府遞交抗議書,要求北京當局停止追捕及處決民運人士。
7月5日中午，聯委會和東大關注組到澳督府，把一封要求葡萄牙政府對北京現政權採制裁行動的信件，請求澳督文禮治代轉交。他們要求葡萄牙總統和總理基於人道立場，采取一切可行措施抵制、制裁北京政府，要求北京當局停止捕殺民運人士，使中國當局“感受全球正義壓力”，對六四事件負起全部責任。澳督府一名技術顧問收下請願信。稍後繼續前往新華社，抗議“鄧李楊政權”的“血腥恐怖行動”并要求其立即停止。11日，教區青年牧民中心開辦了「中國當代史(1949~1989)學習班」。7月21日，曹其真稱“六四”事件影響澳門外資，澳葡政府有必要給予扶助。7月23日，民主青年團發起簽名活動。李鵬翥（夏耘）社論分析事件对澳门經濟的影響，并盼望戒严取消。
8月2日，三名公安人員乘駕一輛軍用汽車，企圖闖進關閘內的澳門地帶，但是到達邊界即被澳門警員截停。有傳言指其為要求政治庇護。有中国武警試圖抓捕外逃人士闖澳門被截。8月28日，一名中共高官和兩名幹部從大陸逃到澳門，向澳門警方要求給予庇護。9月9日 ，四名民運份子逃離到澳門，遭到警方拘捕和遣返中國內地。9月23日，又有一名自稱曾經在參與北京學運和絕食學生偷渡到澳門要求警方協助。深圳法制報新聞總監何頻在學運期間擔任香港《明報》特約記者，前往北京報道天安門廣場抗議活動。六四後被深圳市公安局列為頭號通緝人物。他亦在7月通過偷渡方式進入澳門，並在10月流亡到加拿大。
9月12日傍晚，近千人参加联委会在大三巴举行的“六四百日追悼”，並回顧事件，探討澳門民主事業。聯委會的發言人認爲，六四之後澳門最重要的問題是推動民主發展，并研究提出一個澳門未來民主政制方案，舉辦“民主學校”。澳門基督徒關注基本法小組則在主教座堂禮堂辦「六四百日迴響」晚會，并發佈調查，顯示澳門人对未来的信心下降，同時大部分澳門人都認為基本法要保障人權和自由。區錦新呼籲公民教育。對於部分民主派主張中國國慶應爲“國殤日”的説法，親中派報刊亦展開爭論與反駁。9月30日，聯委會在南灣新麗華廣場舉行九三零反思夜集會。次日的中國國慶，除中華教育會外，所有曾經表態聲援北京學運的親中派“愛國愛澳”社團如常庆祝。此后，如街坊聯合總會的李康談及此前支持學運，表示其“是基於不甚清楚愛國事情的真相”。
受八九民運，以及年底澳門政府龍的行動影響，1989年底統計的澳門人口流動情況，無論是合法移居澳門人數和非法偷渡澳門被遣返人數都有大幅增加，是繼「文化大革命」時期的逃澳浪潮之後另一次規模較大的逃澳浪潮。時任立法會議員何思謙对比澳門支持八九學運的運動與1966年的一二三事件，认为都是来自中国国内形势所带来的外來因素而引發，并认为部分參與「一二三」事件的亲中社团又參加积极参与1989年的活動。澳門觀察報社長陳偉智则認為六四事件是歷史重演。也有評論認為，澳門參與六四事件的示威，促進了原本政治冷感的澳門人的覺醒，既催生了民主派，同時也讓傳統親中社團擺脫了一直盲從中央的做法。

### 对葡中关系与澳门前途问题的影响
北京鎮壓後的6月7日，葡萄牙總理施華高說：「我們對中國局勢表示憂慮，決定派一名部長前往澳門安慰這塊將於1999年歸還中國領土上的居民」，葡萄牙副總理則認為北京局勢應該不會影響聯合聲明。6月8日，葡萄牙教育部長羅伯托·卡內羅（Roberto Carneiro）訪澳安撫人心，表示葡萄牙將繼續奉行「對話與開放的政策」，儘管國際社會抵制中華人民共和國，但葡萄牙無意改變原定與中國代表舉行的會議日程，為澳門的過渡做好準備。對於有人認為基本法諮詢制定程序應該暫停，立法會主席宋玉生承認，“目前的環境並非最利於起草《基本法》……我們需要仔細思考什麼對澳門最有利。目前需要的是團結與努力”。何厚鏵和曹其真則認為現在做決定還為時過早。
6月9日，鄧小平露面接見戒嚴部隊。6月10日，澳督文禮治在慶祝葡國日儀式當中，稱事件認為六四鎮壓嚴重影響澳門居民的人心。同日，葡萄牙總統蘇亞雷斯指仍會堅守中葡有關澳門前途的協議，在1999年12月將擁有五十萬人口的澳門交還中國。蘇亞雷斯表示對中國暴力鎮壓學生的憂慮，並呼籲中國當局重建中國的社會及政治平衡，在致澳門市民聲明中又說,要發展經濟和社會公義,需要有一個自由,民主,容忍的環境。17日，總督文礼治在回葡萄牙述职时称，中葡联合声明不会受到中国局势的影响，因为联合声明对两个国家具有约束力，不管中国或葡国发生什么情况，联合声明始终是对国家而非对个人具有约束力的文件。
6月28日，澳門總督文禮治直接點名批評魯平“對於澳門問題指手劃腳”。6月29日，宋玉生表示認為天安門事件不會影響基本法的起草工作。
7月9日，澳門總督文禮治向記者解釋葡萄牙在歐共體峰會中以低調抨擊中國處理示威的手段的原因，指施華高采取這種態度是爲了維護澳門的利益，考慮到英國和香港與中國的關係，與葡萄牙和澳門與中國的關係的區別，并且葡萄牙總統與總理之間已有共識。文禮治在接受葡萄牙媒體新聞日報采訪時亦表示，六四事件之後，1999年澳門回歸中國之前應該加強自治能力，以建立健全的財政和行政架構。
7月10日，新華社社長周鼎强調穩定澳門，重申履行中葡協議，稱要維護澳門與內地正常關係。7月22日，中葡聯合聯絡小組發表新聞公報稱經過雙方商談後,小組會議將會如期在里斯本舉行,繼續討論澳門在過渡期的問題。8月1日，「中葡聯絡小組」開始在里斯本舉行第五次會議。這是小組在一九八七年成立以來的第五次,也是六四之後發生後的第一次同性質的會議。葡萄牙政府表示雖不滿中共的殘殺學生及人民的暴行，但仍堅決承諾該國在1987年和中國當局所簽訂的在1999年將澳門交同中國管理的《中葡聯合聲明》。9月4日，国务院港澳事务办公室副主任魯平訪澳，重申“一國兩制”和「中央對澳門政策不變」不變。
9 月 22 日，葡國新聞社發表民意調查，結果顯示澳門居民在六四事件之後對澳門的前途有信心者不及五成。立法會議員吳國昌认为，澳门八九民运中的示威和社会运动，是由回應北京學運而引發大量湧現非針對本地政府的政治性社會運動，“但改變澳葡政府殖民統治的取向在華人社會當中沒有改變”。7月30日，教區青年中心則舉辦了「中國民主澳門前途」座談會。
時任東大學生關注北京學運小組組長聶國瑞认为六四事件對於澳門有正面影響，“提高澳門人的愛國心”，亦有負面影響，“讓澳門人知道「一國兩制」和基本法虛構性”，并预期到1999年回归还有一段时间，澳門經濟很快會恢復。金灃投資有限公司經理、澳門基本法協進會會員李炳時则认为事件“令港澳人重新認識做一個中國人的問題”。也有教育工作者认为澳門人“在六四之後可以做什麼”的答案就是“應推動中國的民主化”。
澳門成人教育協會會長崔寶峰认为六四事件之后，在回归之前澳门人应该“澳人救澳”，因為“六四之後曾經信任中國和基本法的人早已失去信心。所以需要保障性措施，怎麼樣令澳門社會力量均衡，同時保障基本法的運作。同時澳門人應多關心以及多參與社會，從而發揮本澳結社的自由”。澳門教區青年教民中心《活流季刊》雜誌社社長吳家聲神父则对澳門前途傾向悲觀，并认为澳門前途基礎取决于中共与澳葡政府，但“對兩者都沒有好感和信心”，认为应该在澳门推行民主，但在“推動澳門前景當中對傳統社團不予厚望”。

#### 何鴻燊建議聯合國托管港澳
鎮壓事件後的7月，港澳富商、時任基本法草委會副主委“賭王”何鴻燊在記者會上發表其聯合國託管港澳的建議，翌日由親中派的《澳門日報》刊載全文，題為〈美夢成真？〉的文章，建議於香港與澳門主權回歸中國後，由中國政府將兩地出租予聯合國100年，作為新的聯合國總部所在地，並由聯合國託管。何認爲其這項提議，“符合中英、中葡聯合聲明”、“體現中國收回兩地之主權”、“提高中國在國際上之聲譽”、“冷卻及抑制移民潮的發展”、“亞洲人口最多，在亞洲設聯合國總部合理”。他認為此舉可兼顧中國收回主權與維持港澳原有制度，達致「一舉數得」，並有助於恢復國際社會對中國的信心，將港澳打造為「亞洲的瑞士」，“和平的聖地……因為港澳只有商業性的單純，所以便無受軍事攻擊之虞……各行各業都會迅速蓬勃起來，真正進入了一個空前未有的繁華境界，五十年不變，一百年不變”。
8月15日，何鴻燊再聯同多位支持者開記者招待會發表「美夢成真」建議。 據何自述，此構思曾於中英談判之前的六十年代就提出，當時香港新華社社長梁威林邀請一眾香港富豪，如李嘉誠、鄭裕彤、霍英東、馮景禧、胡漢輝等人，討論香港澳門的前途問題，他向眾人提出此一建議以解決前途信心問題，席上眾人鼓掌支持，梁威林則「莞爾一笑」。8月下旬，美国華裔共和黨人、陈纳德妻子陳香梅作为美方半官方代表被邀訪華，會見中國領導人，更答應替何鴻燊向北京轉達其「美夢成真」計劃及探口風。傳媒形容陳香梅是總統顧問，臨行前又多次被布殊總統召見。
結果陳香梅被中國國家副主席王震「訓話」。王震說中國不怕制裁，陳香梅事後亦傳達北京意見，表示六四是中國內政，不容外國干涉。陈亦被中共最高層鄧小平、楊尚昆拒見。10月5日，《華僑日報》報道，何鴻燊擱置了聯合國托管計劃，形容“只是發夢，不願再提”。有評論指，何鴻燊等商界人物在六四後提出這些具強烈商業意識的方案解決信心問題，方法與政治為本的民主派大相逕庭，反映後過渡期政治商業化趨勢，認爲這具有商業色彩的政治法門，直覺上是企圖“迴避政治矛盾同時保障區隔現狀”。

### 澳門學生被廣東扣押事件
廣東省公安廳在7月17日，證實三名暨南大學澳門學生秦國東、梁灶華、陳澤偉“涉嫌參與偷運民運分子（鄭旭光）離開大陸”，被公安機關「收容審查」。澳門民主發展聯委會及暨南大學澳門校友會等組織，在8月17日尋求途徑以援助被捕學生，澳門中華學生聯合總會代表在同年8月21日也去新華社澳門分社請願，要求協助三位澳門學生能夠返澳。23日，秦國東、梁灶華獲釋回澳門，但陳澤偉仍被扣留審查，公安稱陳澤偉仍需教育。9月5日，暨大校友會呼吁營救在广州被关押的陳澤偉，發動校友及同學簽名。12月25日，陳澤偉證實被捕，廣東公安指其“助通緝犯外逃”。1990年6月6日，葡萄牙駐華大使館擬促請中國釋放陳澤偉。6月10日，澳督文禮治聲明澳門政府會盡力爭取陳澤偉獲釋回澳門。陳最終在1990年6月19日獲釋回澳門，并表示獄中並沒有受到虐待。

### 籌建民主像的倡議
6月10日，有示威支持者何永通發起在澳門籌建一座民主女神像的倡議。18日，聯委會的一行人到香港出席支聯會的民主女神像揭幕禮。6月26日，澳門民主發展聯委會、民主青年團、東大學生關注北京學運小組共同組成了“澳門籌建民主像聯合會”。 并在7 月 13 日,派代表到澳督府遞信，請求澳督能夠撥地“永久安放”。他們希望在澳門重建民主女神像，以“表示中國人民追求民主的熱望不能毀滅”，“紀念那些為自由民主犧牲的學生人民”。對於安放地點，他們建議考慮包括大炮臺山坡（牌坊旁）、海角游云、法院斜對面空地或新麗華酒店前廣場的四個地方。7 月 27 日，澳督文禮治表態，認爲「良好的意願可能產生負面的後果」，所以擺放民主女神像的要求將被拒絕。

### 馬萬祺事件爭議
在六四鎮壓前，澳门中华总商会会长、全国政协委员、澳门立法会议员馬萬祺曾經多次對北京表示反對武力。6月27日，到北京參加人大會議的馬萬祺認為將會反映澳門居民的兩點憂慮。7月1日，馬出席第七屆全國人大常委會第八次會議上，發言說「此次國內從學潮而引致暴亂的事件，正如姬鵬飛主任最近一次講話中指出『港澳同胞由於不了解或不完全了解整個事件的真實情況，產生了某些誤會是可以理解的。』就我個人來說，對此次事件的真實情況也是到六月九日鄧小平主席公開講了話才較為清楚」。馬亦認爲“澳門人遊行出自愛國的心，相信北京不會對澳門算帳”。
7月3日，馬在北京接受葡萄牙新聞社采訪時，表示支持北京當局對天安門事件所採取的行動，認為是正確和必要的，中葡聯絡小組會議亦不會延期。葡國新聞社報道馬萬祺講話：“港澳發生的支持大陸學生的遊行,歸咎於對北京形勢的錯誤理解。發生遊行示威和北京暴亂之後,港澳人需要很長時間才能真正了解大陸的局勢”，並贊成罷免趙紫陽，指「我在人大常委會上投票罷免趙紫陽的職務,因爲趙是由鄧小平挑選的,現在他失去了鄧的信任,自然要撤職」，同時他還說自己並不贊成提前召開人大常委會議,「簽名要求提前召開人大常委會議的那一小部份委員受到大多數的嚴厲批評,他們也承認了錯誤,很多委員也做了自我批評。但尚未決定他們是否會被常委會除名」。
馬萬祺在北京的多次言論，使澳門示威支持者認為其表態支持中共鎮壓學生，從而引起澳門社會反彈。民主青年團對馬的言論舉行了靜坐抗議。澳門兩大民運團體澳門民主發展聯委會和東大學生關注北京學運小組不斷要求馬萬祺解釋。也有市民在7月4日，於水坑尾街坤記餐室前的人行天橋掛上橫額抗議馬萬祺，上書「澳門人大常委爲私利而出賣全澳市民」、「馬萬祺喪失天良強姦民意」。當天晚上於大三巴牌坊，由民運團體舉行紀念六四一週月的「紅色之夜」集會,主題改爲聲討馬萬祺,十幾位發言者都逐一批駁了馬萬祺的言論,現場有3000多人，情緒激動,其中有人高叫「打倒馬萬祺」的口號。
澳門民主發展聯委會和東亞大學學生關注北京學運小組兩個團體分別發表了聲明,指責馬萬祺“完全置港澳同胞對北京「六四」屠城事件的憤怒及對中國和港澳前途的憂慮不顧,大拍鄧李楊法西斯政府的馬屁,視成千上萬慘遭屠殺的學生和老百姓的生命如無物,強姦民意,是對港澳同胞的極大侮辱”。聲明還認爲馬萬祺關於趙紫陽得不到鄧小平信任便要撤職的言論,是散佈「君要臣死,臣不得不死」的“封建毒素”,“反爲維持鄧小平及馬萬祺本身在澳門大搞的「家長制」製造「理論根據」”。而馬說簽名的常委是犯了錯誤,可能會被人大常委會除名,又聲稱自己沒有簽名,則“徹底地暴露了他的「變色龍」行徑和「落井下石」心態,且違反中國憲法關於人大常務委員的罷免權屬於全國人大會議的規定”。聲明要求馬萬祺向港澳六百萬居民解釋,並要求他辭去人大常委的職務。與會者還決定,在馬萬祺開完會返回澳門時,將列隊「迎接」他,要他當場澄清兩次談話的內容。
澳督文禮治以微笑，并未回應新聞記者提及馬萬祺一事。馬萬祺則透過其澳門辦公室發表聲明，認爲葡國新聞社的報道「有翻譯上的偏差」，“當時是由國語口譯成英文，再由記者寫成葡文,發表時再由葡文譯成中文的”，其真正願望是「從澳門的繁榮穩定出發，希望大家能理解」。葡國新聞社澳門分社社長黎文義則舉行記者會否認翻譯問題出現偏差，指新聞稿忠實於馬的原話，在北京進行訪問時的中英文傳譯是由中國外交部提供官方翻譯員，是一位資深的譯員，事情發生後,葡新社與這位譯員聯絡過,譯員認爲其忠實翻譯了馬的講話，並重申對採寫這篇消息的記者和翻譯的全力支持。黎文義還指葡新社已收集了馬萬祺自中國學運之後所採取立場的所有資料，證實了他的立場是“反覆不定”的。馬則繼續解釋澳門要“以維護繁榮安定為前提，無意要左右別人的思想”。林昶則認爲馬「表忠認錯」，但“把澳人都拖下水”。
由於馬萬祺在人大常委會議的發言中曾提及擁護鄧小平的「六九講話」和中共十三屆四中全會的決議精神，澳門中華總商會的一些會董擔心他在返澳後,會在會內佈置「學習」這兩個「文件」,並準備倘若如此就堅決抵制，認爲“堅決執行「一國兩制」、「中澳有別」的原則,不能把國內的那一套,尤其是中共的文件搬到澳門的民間社團來”,“他們根本就無法接受鄧的講話,認爲它不但未能解除港澳居民的疑慮,相反還越說越糊塗,疑慮越重,而且,對四中全會把血腥屠殺「合法化」也甚爲不滿”。
7月5日凌晨，馬經營的大華行和位於十月初五街的「中國藥品商行」先後被人縱火，由街坊合力將火撲滅。警方發言人宣稱會加強保護馬氏家族安全，“嚴防有人縱火行兇”。民運團體亦要求市民合法表達意見，“若任意妄為只會損害民主”。馬萬祺在7月12日再次作出解釋：“澳門同胞歷來關心愛護祖國，希望見到祖國富強和澳門繁榮”，但不過民運團體仍不接受，多次要求馬書面解釋和邀請參加座談會。馬到廣州活動，沒有理會民運團體的要求。14日，廣東省委書記與省長林若和葉選平在廣州珠島賓館與馬萬祺會晤，認為廣東的局勢穩定有利外資。7月18日，馬萬祺從珠海返澳，并拒絕重覆解釋，認爲無需重覆所言。馬萬祺與澳督會晤後，表示對北京學運已經清楚表態，因此不會再出席兩個民運團體的會議。
7月20日，民運團體仍然不滿馬萬祺八點意見。7月21日，新華社社長周鼎回應記者關於馬萬祺講話的問題。7月22日，澳門民主發展聯委會及東大學生關注北京學運小組在汪長南、洪光順議員辦事處舉行記者會，就「馬萬祺事件」發表聯合聲明，繼續批評馬萬祺。民主青年團堅持發起街頭簽名運動，要求馬萬祺解釋在北京的有關言論，否則可能對馬萬祺「秋後算賬」，認爲人民代表“應受人民監督”，“鸚鵡學舌不利本澳穩定”。也有評論希望馬萬祺藉營救在廣東被捕的澳門學社生“將功補「過」”。
有評論人士認爲馬萬祺在北京突然轉變態度,可能是受了某種壓力，并且馬與鄧小平、楊尚昆、王震的私交不錯,每逢到北京開會,例必以家宴請這些人吃飯，並被部分澳門人謔笑爲「高級公關主任」。馬還與王震儿子王军、邓小平女婿贺平在澳門合辦了一家買賣軍火的公司,而人大常委會副委員長榮毅仁,又是他的兒女親家(馬有恒娶榮智婉爲妻)。幾位領導人透過榮毅仁做馬的「思想工作」,希望能樹立一個「港澳同胞支持鎮壓」的典型,來突破「反華大合唱」。還有人認爲，澳門人對馬萬祺早就有不滿,常常將他與何賢相比較。尤其是在澳門進入過渡期,社會面臨「澳人治澳」的政制改革之際,人們對以他爲代表的「老人政治」、「家長制」更爲不滿。本次他的講話內容引起爭議，使市民「舊賬新賬一齊算」。亦有葡文報章認爲，本次爭議是馬「咎由自取」,並希望他能牢記「水能載舟,也能覆舟」的道理。

### 支持示威的人士受襲、組織解散
對於親中社團和新興民主社團之間的分歧衝突，为了避免中方的攻击和葡萄牙政治团体的批评，葡萄牙政府保持中立，对澳门民主运动采取了宽容的态度，只要不引发暴力冲突，就允許其存在。8月31日，「東大學生關注北京學運小組」在負責人聶國瑞（後來曾任香港亞洲電視駐澳門記者）在高士德大酒店「佳人」影相店，遭到兩名男子襲擊以玻璃瓶襲擊頭部，同行的友人關峰都被揮拳襲擊。事後聶國瑞和關峰報案，東大小組亦宣佈解散。吳國昌發言認爲澳門民主運動“受暴力挑戰，市民不要為卑劣手段有所恐懼”。
10月1日中國國慶凌晨，區錦新、湯家耀等人在9月30日晚的“反思集會”後，回家途中遭人以木棍扑頭入院，導致四人中有兩人受傷要送院。吳國昌、《活流季刊》編輯部與一群立法議員、市政委員、基本法草委、諮委成員及專業人員聯名促請澳葡當局緝兇，反對黑社會抬頭。隨後民聯會的成員則因職業威脅、家庭壓力、經濟封鎖和暴力襲擊而四散。1991年1月，當時任職中國銀行經理的吳國昌受壓辭職，并承認與參加民運工作有關。在青洲小學任教的區錦新也被解僱。
据吳國昌说，在1990年代針對民主派的打壓行動中，有部分堅持平反「六四」和抗議警方濫權的人被清算，由於當時親共勢力在一二三事件後控制澳門社會，故可輕易而舉地打壓反對者，被打壓人士的處境有突然失業、做生意的突然被斷供貨、舖位被收回、銀行戶口被凍結，同時面對著暴力威脅，有被暴力襲擊的人報警後於事無補，也沒有記者願意報道。他們中的部分人最後妻離子散，甚至露宿街頭。民聯會除了區錦新和吳國昌以外的成員大多離去。區錦新认为澳门民主派“藉著八九民運的契機而凝聚起來了，但卻面對前路的維艱。在人人成了識事務的俊杰，歸隊轉軚，你卻不識時務堅持反對北京鎮壓的立場，豈有不被打壓之理”。後來二人先後從政，透過直接選舉進入立法會。

## 另見
- 六四事件
- 1989年中華人民共和國抗議地區列表
- 六四事件中的香港
- 六四事件中的广东

## 延伸阅读
- 《中國八九學運與澳門大事日誌》電子書正式出版
- 中國八九學運與澳門大事日誌
- 陳截《八九民運回憶錄》，華僑報副刊
- 六四31年，纪念烛光熄灭时？专访澳门民联会区锦新、吴国昌
- 1989年6月4日  爆發了澳門歷史上規模最大的示威遊行
- 八九日子上的大學生─關於「澳門東大學生關注北京學運小組」
- 中國民主運動資料中心：八九中國民運團體專輯
- 李福麟《澳門四個半世紀》
- 吳國昌《民主派：濠江論政》